# 張賢秀
local Item = require('Module:CGroup/core').Item;
return {
name = '卡塔尔星级足球联赛',
description = '卡塔尔星级足球联赛',
content = {
{ type = 'text', text = 
== 球队 ==
 },
Item('Al Arabi SC', 'zh:阿拉比體育俱樂部;zh-hans:多哈阿拉伯人体育俱乐部;zh-tw:杜哈阿拉比體育俱樂部;zh-hk:多哈艾阿拉比體育會;'),
Item('Al-Arabi', 'zh:阿尔阿拉比;zh-hans:多哈阿拉伯人; zh-hk:多哈艾阿拉比; zh-tw:杜哈阿拉比;'),
Item('Al Ahli SC', 'zh:阿赫利体育俱乐部 (多哈); zh-hans:多哈阿赫利体育俱乐部; zh-cn:多哈国民体育俱乐部; zh-hk:多哈艾阿里體育會; zh-tw:杜哈阿赫利體育俱樂部;'),
Item('Al Ahli SC', 'zh:多哈阿赫利; zh-hans:多哈阿赫利; zh-cn:多哈国民; zh-hk:多哈艾阿里; zh-tw:杜哈阿赫利;'),
Item('Al-Sadd SC', 'zh:萨德;zh-hans:萨德;zh-cn:萨德;zh-hk:艾薩德;'),
Item('El Jaish SC', 'zh:多哈武装;zh-hans:多哈军队;zh-cn:多哈武装;zh-hk:艾查殊;zh-tw:艾爾賈希;'),
Item('Lekhwiya SC', 'zh:莱赫维亚;zh-hans:莱赫维亚;zh-cn:莱赫维亚;zh-hk:歷基韋亞;zh-tw:萊赫維亞;'),
Item('Al Duhail', 'zh:杜海勒;zh-hans:杜海勒;zh-cn:杜海勒;zh-hk:艾杜哈尼;zh-tw:杜海勒;'),
Item('Al-Gharafa SC', 'zh-hans:加拉法;zh-cn:加拉法;zh-hk:艾加拉法;'),
Item('Al-Rayyan SC', 'zh:赖扬;zh-hans:赖扬;zh-cn:赖扬;zh-hk:艾雷恩;'),
Item('Qatar SC', 'zh:卡塔尔体育;zh-hans:卡塔尔体育;zh-cn:卡塔尔体育;zh-tw:卡達體育會;zh-hk:卡塔爾體育會;'),
Item('Umm Salal SC', 'zh:乌姆萨拉尔;zh-hans:乌姆萨拉尔;zh-cn:乌姆萨拉尔;zh-tw:烏姆沙拉爾;zh-hk:烏姆沙拉爾;'),
Item('Al-Khor', 'zh:阿尔豪尔;zh-hans:豪尔;zh-cn:豪尔;zh-tw:阿爾科爾;zh-hk:阿爾科爾;'),
Item('Al-Khor', '艾哥爾=>zh-my:豪尔;艾哥爾=>zh-sg:豪尔;艾哥爾=>zh-cn:豪尔;艾哥爾=>zh-tw:豪爾;'),
Item('Al-Maref', 'zh:玛阿里夫;zh-hk:艾馬菲;zh-hans:玛阿里夫;'),
Item('Al-Markhiya SC', 'zh:马希亚;zh-hk:艾馬希亞;zh-hans:马希亚;'),
Item('Al-Sailiya', 'zh:塞利亚;zh-hans:塞利亚;zh-cn:塞利亚;zh-tw:賽利亞;zh-hk:艾賽利亞;'),
Item('Al-Shamal', '夏馬爾=>zh-cn:北部区体育;'),
Item('Al-Wakrah', 'zh:沃克拉;zh-hans:沃克拉;zh-cn:沃克拉;zh-tw:沃克拉;zh-hk:艾華卡拉;'),
{ type = 'text', text = 
== 赛事 ==
 },
Item('Qatar Stars League', 'zh:卡塔尔星级足球联赛;zh-hans:卡塔尔星级足球联赛;zh-hant:卡塔爾星級足球聯賽;'),
Item('Qatargas League', 'zh:卡塔尔燃气足球联赛;zh-hans:卡塔尔燃气足球联赛;zh-hant:卡塔爾燃氣足球聯賽;'),
Item('Emir of Qatar Cup', 'zh:卡塔尔埃米尔杯;zh-hans:卡塔尔国王杯;zh-hant:卡塔爾國王盃;zh-cn:卡塔尔酋长杯;'),
Item('Qatar Crown Prince Cup', 'zh:卡塔尔王储杯;zh-hans:卡塔尔王储杯;zh-hant:卡塔爾王储盃;zh-cn:卡塔尔王储杯;'),
Item('Qatari Stars Cup', 'zh:卡塔尔星杯;zh-hans:卡塔尔星杯;zh-hant:卡塔爾星盃;'),
Item('Sheikh Jassim Cup', 'zh:卡塔尔贾西姆杯;zh-hans:卡塔尔贾西姆杯;zh-hant:卡塔爾賈西姆盃;'),
},
張賢秀（장현수，1991年9月28日—），韩国足球运动员，现效力于卡塔爾星級足球聯賽球隊加拉法。

## 俱乐部生涯
张贤秀2010年就读于韩国延世大学，但没有毕业就被J联赛球队相中，2012年加入日本职业足球联赛球队FC东京。由于球队从磐田喜悦引进的后防主将加賀健一受伤，张贤秀在第一个职业赛季就获得很多出场机会。2012年3月6日，他在2012年亚足联冠军联赛小组赛第一轮FC东京客场对阵布里斯班狮吼的比赛中出场，上演职业生涯首秀。4月8日，他在联赛第五轮和川崎前锋的比赛中首次在联赛亮相。
2014年1月，中国超级足球联赛球队广州富力在官方微博率先宣布张贤秀加盟球队。2月初，广州富力和FC东京的官方网站分别确认了张贤秀转会的消息。
2019年7月13日，FC东京宣布，张贤秀转会至沙特阿拉伯球队希拉尔。
2023年1月19日，張賢秀入選利雅得明星隊出戰對陣巴黎聖日耳門的混合友誼賽。他在第56分鐘頂入一球，為利雅得明星隊追平至3-3。

## 国家队生涯
张贤秀曾经代表韩国U-20国家队参加2011年U20世界盃足球賽，帮助球队进入十六强。之后被洪明甫招入韩国国奥队备战2012年夏季奥林匹克运动会足球比赛，本来计划让他作为洪正好和金英權的替补，担任球队的替补中卫，之后由于洪正好受伤无法参加比赛，张贤秀被委以主力的位置。但在报名参赛后不久，张贤秀也因为受伤无法参加伦敦奥运会比赛，最终被金基熙所替代。
2013年1月，张贤秀首次入选韩国国家足球队集训名单。同年6月18日，他在2014年世界盃外圍賽亞洲區第四輪最后一场比赛韩国主场0比1不敌伊朗的比赛出场，首次在国际A级比赛亮相。
2014年，张贤秀代表韩国U-23国家队参加了2014年亚运会，并在比赛中夺得金牌，因此获得免服兵役的资格。
2018年夏天，他為韩国国家队出戰2018年世界杯足球赛。但表现不佳，对瑞典国家足球队传球时，一次传球给队友朴柱昊力度过大导致他脚部拉伤；下一场墨西哥国家足球队时铲开墨西哥射球时给对方射中手臂送点球，跟着第二球给对方甩过自己铲球并破门，奠定败局。
张贤秀虽因获得亚运金牌而无需服兵役，但仍需进行相关军事训练和社区服务。由于张贤秀伪造社区服务证明，2018年11月1日，韩国足球协会宣布对张贤秀处以永久开除出国家队的处罚，同时罚款3000万韩元。

## 榮譽
希拉爾
- 沙特阿拉伯职业足球联赛冠軍 : 2019-20[8]，2020-21，2021-22
- 沙特國王盃冠軍 : 2019-20
- 沙特超级盃冠軍 : 2021
- 亞冠盃冠軍 : 2019，2021